# András Adorján
András Adorján (Budapest, 26 de septiembre de 1944) es un flautista danés de origen húngaro.

## Biografía
Después de recibir el título de Odontología en Copenhague, concluyó sus estudios musicales en 1968 con Aurèle Nicolet y Jean-Pierre Rampal. Inmediatamente después obtuvo premios en concursos internacionales como Jacob-Gade-Preis, Copenhague 1968, Concurso Internacional de Flauta, Montreal 1968 y el Premio Grand Prix en el Concurso Internacional de Flauta, París 1971. Desde 1974 reside en Múnich.
La crítica le ha mencionado como uno de los flautistas más relevantes de su generación. Ha actuado como solista con las mejores orquestas sinfónicas del mundo como la de Estocolmo, Colonia, Baden-Baden o Múnich. 
Desde 1987 es profesor de la Escuela Superior de Música de Colonia y a partir de 1996 de la Escuela Superior de Música de Múnich. 
András Adorján es invitado habitual en los festivales alemanes. Se dedica a la ampliación de la literatura musical escrita para flauta recuperando composiciones hasta ahora olvidadas (Von Benda, Bloch, Danzi, Devienne, Doppler, Gieseking, Hummel, Mercadante, Moscheles, Reger, Reinecke, Roman, Silcher, Spohr, Zielche, Zienck) e interpretándolas en recitales y grabaciones. Así mismo ha impulsado a compositores contemporáneos como Barboteu, Berg, Denisow, Engel, Hiller, Holmboe, Koetsier, Lee, Lieberson, Maros, Schinittke o Werner a escribir nuevas obras para este instrumento.
- Datos: Q179547